# Panda Argentato

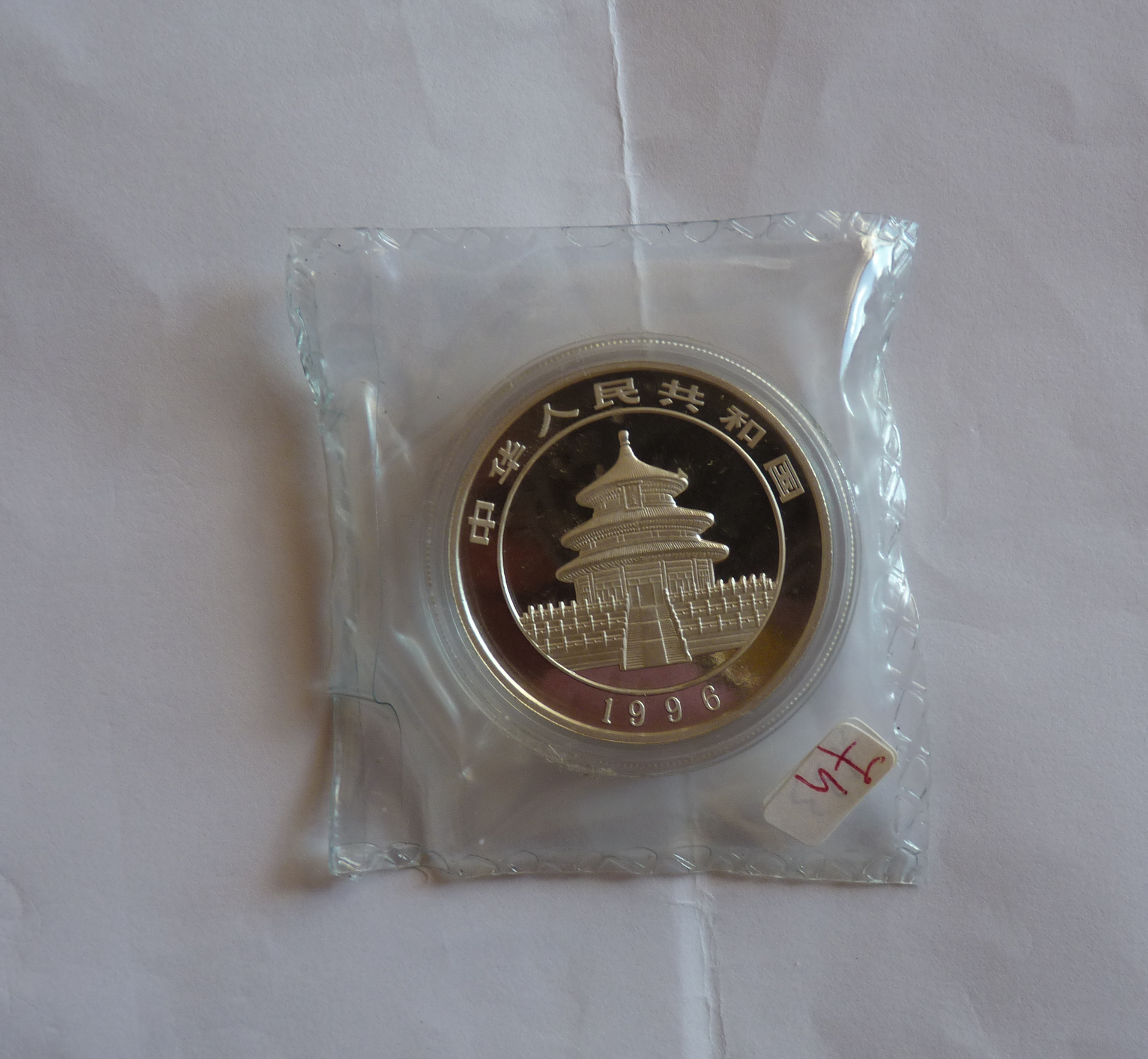
RPC - 10 yuan Panda 1996 - Rovescio - Brilliant Uncirculated - Numismatica

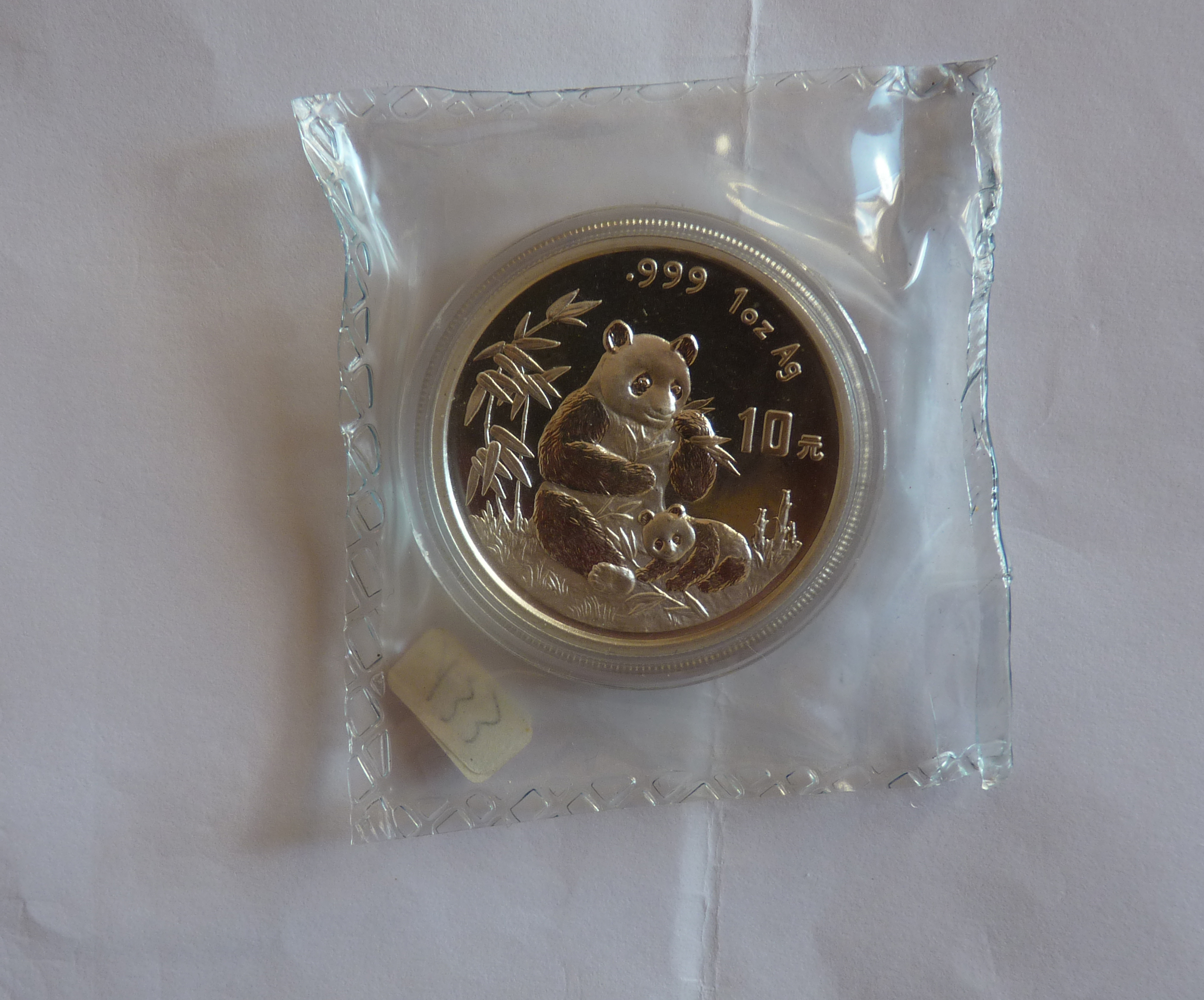
RPC - 10 yuan Panda 1996 - Dritto - Brilliant Uncirculated

Il Panda Argentato (熊猫银币T, xióngmāo yínbìP) è una serie di monete in argento coniate dalla zecca cinese, del valore nominale di 10 yuan. Il disegno del panda viene cambiato ogni anno e coniato in diverse dimensioni e denominazioni, che vanno da 0,5 oncia troy a 1 chilogrammo. A partire dal 2016, le monete sono passate alle dimensioni del sistema metrico. La moneta da 1 oncia troy è stata ridotta a 30 grammi, mentre la moneta da 5 oncia troy è stata ridotta a 150 grammi.
Le Brilliant Uncirculated sono monete da investimento coniate con metalli pregiati (purezza non inferiore a 900 millesimi) e come tali hanno avuto corso legale nella nazione emittente.
Vengono raramente utilizzate negli scambi quotidiani, in quanto il valore nominale (impresso sul tondello) è notevolmente inferiore al valore intrinseco.
Esiste anche una serie Panda Dorato emessa con gli stessi disegni delle monete Panda Argentato.

## Il simbolo
Il panda gigante (Ailuropoda melanoleuca), impresso sui tondelli, è un mammifero della famiglia degli Ursidi la cui ubicazione si trova nelle regioni montuose del Sichuan (Cina centrale). La sua immagine è diventata un emblema nazionale in Cina ed inoltre è stata scelta come simbolo del WWF. Oggi la sua rappresentazione è conosciuta ed apprezzata in tutto il mondo, tanto da essere identificata come emblema degli animali a rischio d’estinzione.

## Emissioni
Le prime emissioni in argento risalgono al 1983 e fino al 1985 sono stati coniati 10.000 esemplari in versione proof, all'anno. La moneta è costituita di argento avente titolo 900/1000 e 27 g (24,3 g la quantità di argento). Il diametro è di 38,6 mm.
Nel 1987 il Panda Coin/Brilliant Uncirculated raggiunge la tiratura di 30.720 esemplari, nelle versioni Proof e Frosted Proof. La moneta è costituita in argento avente titolo 925/1000 e pesa 31,1g. Il diametro è di 38,6 mm o 40,0 mm.
Nelle annate 1986 e 1988 non sono stati coniati panda da un'oncia d'argento. Dal 1989 il Panda, presenta un diametro di 40 mm e un peso di 31,1g, ma in questo caso presentano un titolo di argento .999, ovvero un'oncia (troy). 
| Issue           | Nation | Set   | Proprietà           | Valore nominale | Tiratura  | Versione            |
| --------------- | ------ | ----- | ------------------- | --------------- | --------- | ------------------- |
| 1983            | RPC    | Panda | 27 gr. - 900/1000   | 10 Yuan         | 10.000    | Proof               |
| 1984            | RPC    | Panda | 27 gr. - 900/1000   | 10 Yuan         | 10.000    | Proof               |
| 1985            | RPC    | Panda | 27 gr. - 900/1000   | 10 Yuan         | 10.000    | Proof               |
| 1987            | RPC    | Panda | 31,1 gr. - 925/1000 | 10 Yuan         | 30.720    | Proof/Frosted Proof |
| 1989            | RPC    | Panda | 31,1 gr. - 999/1000 | 10 Yuan         | 255.000   | BU                  |
| 1990            | RPC    | Panda | 31,1 gr. - 999/1000 | 10 Yuan         | 220.000   | BU                  |
| 1991            | RPC    | Panda | 31,1 gr. - 999/1000 | 10 Yuan         | 100.000   | BU                  |
| 1992*           | RPC    | Panda | 31,1 gr. - 999/1000 | 10 Yuan         | 100.000   | BU                  |
| 1993*           | RPC    | Panda | 31,1 gr. - 999/1000 | 10 Yuan         | 120.000   | BU                  |
| 1994*           | RPC    | Panda | 31,1 gr. - 999/1000 | 10 Yuan         | 500.000   | BU                  |
| 1995*           | RPC    | Panda | 31,1 gr. - 999/1000 | 10 Yuan         | 500.000   | BU                  |
| 1996*           | RPC    | Panda | 31,1 gr. - 999/1000 | 10 Yuan         | 500.000   | BU                  |
| 1997*           | RPC    | Panda | 31,1 gr. - 999/1000 | 10 Yuan         | 130.000   | BU                  |
| 1998*           | RPC    | Panda | 31,1 gr. - 999/1000 | 10 Yuan         | 250.000   | BU                  |
| 1999*           | RPC    | Panda | 31,1 gr. - 999/1000 | 10 Yuan         | 255.000   | BU                  |
| 2000*           | RPC    | Panda | 31,1 gr. - 999/1000 | 10 Yuan         | 500.000   | BU                  |
| 2001*           | RPC    | Panda | 31,1 gr. - 999/1000 | 10 Yuan         | 500.000   | BU                  |
| 2002            | RPC    | Panda | 31,1 gr. - 999/1000 | 10 Yuan         | 500.000   | BU                  |
| 2003            | RPC    | Panda | 31,1 gr. - 999/1000 | 10 Yuan         | 600.000   | BU                  |
| 2004            | RPC    | Panda | 31,1 gr. - 999/1000 | 10 Yuan         | 600.000   | BU                  |
| 2005            | RPC    | Panda | 31,1 gr. - 999/1000 | 10 Yuan         | 600.000   | BU                  |
| 2006            | RPC    | Panda | 31,1 gr. - 999/1000 | 10 Yuan         | 600.000   | BU                  |
| 2007            | RPC    | Panda | 31,1 gr. - 999/1000 | 10 Yuan         | 600.000   | BU                  |
| 2008            | RPC    | Panda | 31,1 gr. - 999/1000 | 10 Yuan         | 600.000   | BU                  |
| 2009            | RPC    | Panda | 31,1 gr. - 999/1000 | 10 Yuan         | 600.000   | BU                  |
| 2009 (A)        | RPC    | Panda | 31,1 gr. - 999/1000 | 10 Yuan         | 300.000   | BU                  |
| 2010            | RPC    | Panda | 31,1 gr. - 999/1000 | 10 Yuan         | 600.000   | BU                  |
| 2011            | RPC    | Panda | 31,1 gr. - 999/1000 | 10 Yuan         | 6.000.000 | BU                  |
| 2012            | RPC    | Panda | 31,1 gr. - 999/1000 | 10 Yuan         | 8.000.000 | BU                  |
| 2013            | RPC    | Panda | 31,1 gr. - 999/1000 | 10 Yuan         | 8.000.000 | BU                  |
| 2014            | RPC    | Panda | 31,1 gr. - 999/1000 | 10 Yuan         | 8.000.000 | BU                  |
| 2015            | RPC    | Panda | 31,1 gr. - 999/1000 | 10 Yuan         | 8.000.000 | BU                  |
| 2016            | RPC    | Panda | 31,1 gr. - 999/1000 | 10 Yuan         | 8.000.000 | BU                  |
| 2017            | RPC    | Panda | 31,1 gr. - 999/1000 | 10 Yuan         | 8.000.000 | BU                  |
| 2018            | RPC    | Panda | 31,1 gr. - 999/1000 | 10 Yuan         | 8.000.000 | BU                  |
| 2018 (B.W.M.F.) | RPC    | Panda | 31,1 gr. - 999/1000 | 10 Yuan         | 1.000     | BU                  |